# Владимир Мономах (крейсер)
«Владимир Мономах» — полуброненосный фрегат (броненосный крейсер), второй в серии из двух кораблей типа «Дмитрий Донской». Заложен 10 февраля 1881 года, спущен на воду 10 октября 1882 года, вступил в строй 1 июля 1883 года. Строился в Петербурге на Балтийском заводе корабельным инженером Н. А. Самойловым.

## Постройка
Несмотря на то, что «Мономах» был заложен позже «Донского», бюрократия на Балтийском заводе была не так сильна, как на Адмиралтейской верфи, поэтому второй корабль серии был спущен на воду раньше первого. В процессе постройки в проект постоянно вносились изменения, в результате чего два корабля перестали быть совершенно однотипными. Главные различия заключались в типе и количестве артиллерии (на «Мономах» поставили четыре устаревших 22-калиберных 203-мм орудия), устройстве батарейной палубы (на «Мономахе» батарейная палуба была открытой, и лишь 203-мм орудия в спонсонах были прикрыты сверху — то есть, по понятиям времён парусного флота, он был очень большим корветом), а также в силовой установке (на «Мономахе» она была двухвальной, с двумя машинами, работающими каждая на свой винт — вместо двух машин, работающих совместно на один вал у «Донского»).
1 июля 1883 года на ходовых испытаниях «Мономах» развил скорость 16,28 узла при 16 проектных, оказавшись первым броненосным кораблём отечественной постройки, превысившим контрактную скорость.

## Служба
В августе, не закончив приёмных испытаний, крейсер под командованием капитана 1-го ранга П. А. Полянского конвоировал в Копенгаген яхту «Держава» с императорской семьёй на борту. Вернувшись, вошёл в состав Балтийского флота.
29 сентября 1884 г. «Мономах» вышел в Балтийское море, а потом в Средиземное, следуя на Дальний Восток. По дороге из Порт-Саида в Суэц крейсер находился под наблюдением новейшего английского броненосца «Агамемнон», однако в Суэцком канале сумел оторваться от преследования и благополучно прибыл в Нагасаки, где на нём поднял флаг командующий Тихоокеанской эскадрой контр-адмирал А. Е. Кроун. Затем эскадра сосредоточилась во Владивостоке — готовились к войне с Англией, хотя «Мономах» был единственным российским броненосным кораблём на Тихом океане.
С 9 апреля 1885 года крейсер под командованием старшего офицера капитана 2-го ранга Я. А. Гильтебрандта курсировал между Владивостоком и Японией. Осенью, после мирного разрешения конфликта с Англией, русская эскадра по обыкновению ушла на юг, где провела зимние месяцы. 7 марта 1886 г. корабли вновь вернулись на Дальний Восток и «Мономах» возобновил свою обычную службу. 20 декабря крейсер вышел из Нагасаки и в июле 1887 года прибыл в Кронштадт.
В 1888—1889 годах крейсер прошёл модернизацию — устаревшие орудия ГК заменили новыми 30-калиберными.
1 января 1889 г. на крейсер был назначен новый командир, капитан 1-го ранга Ф. В. Дубасов. 25 ноября крейсер вновь отправился на Дальний Восток, но, прибыв в Пирей, получил приказ дожидаться формирования отряда, с которым на Дальний Восток должен был следовать великий князь Георгий Александрович.
Вскоре планы изменились, и в Триесте «Мономах» присоединился к крейсеру «Память Азова» (под флагом флаг-капитана императора контр-адмирала В. Г. Басаргина), на борт которого 19 октября 1890 года поднялся цесаревич Николай, пожелавший участвовать в походе на Дальний Восток. В феврале 1891 года на о. Цейлон крейсера присоединились к Тихоокеанской эскадре, а 11 мая в составе эскадры прибыли во Владивосток.
Во Владивостоке командиром крейсера назначили капитана 1-го ранга О. В. Старка. В начале декабря «Мономах» перешёл в Нагасаки для подготовки к возвращению на Балтику. 9 апреля 1892 года при выходе с рейда, огибая, как того требуют морские обычаи, корму флагманского «Азова», плохо знакомый с кораблём Старк посадил его на мель. Только к вечеру следующего дня крейсер покинул Нагасаки и 10 сентября благополучно прибыл в Кронштадт.
В 1892—1893 годах крейсер прошёл капитальный ремонт: тяжёлый деревянный рангоут был снят и заменён на три лёгкие сигнальные мачты (помимо уменьшения осадки это заметно сократило экипаж). Были отремонтированы и переставлены котлы.
2 октября 1894 года крейсер под командованием капитана 1-го ранга З. П. Рожественского ушёл на Средиземное море, чтобы сменить крейсер «Память Азова», но в начале 1895 г. в связи с угрозой войны с Японией был спешно направлен вместе с «Память Азова» на Тихий океан и 11 апреля прибыл в китайскую Чифу. 1 мая на нём поднял свой флаг командующий Тихоокеанской эскадрой контр-адмирал Е. И. Алексеев. После подписания Симоносекского мирного договора крейсер обошёл берега Кореи, осматривая порты, пригодные для устройства военно-морской базы. Но 24 января 1896 года ему пришлось отправиться в Кронштадт для замены устаревшей артиллерии.
В течение 1896—1897 года на крейсере были установлены пять 152/45-мм (одно на полубаке и 4 в спонсонах) и шесть 120-мм (на батарейную палубу) патронных пушек Канэ. Новые станки Меллера на центральном штыре значительно уменьшали габариты орудий и облегчали наводку.

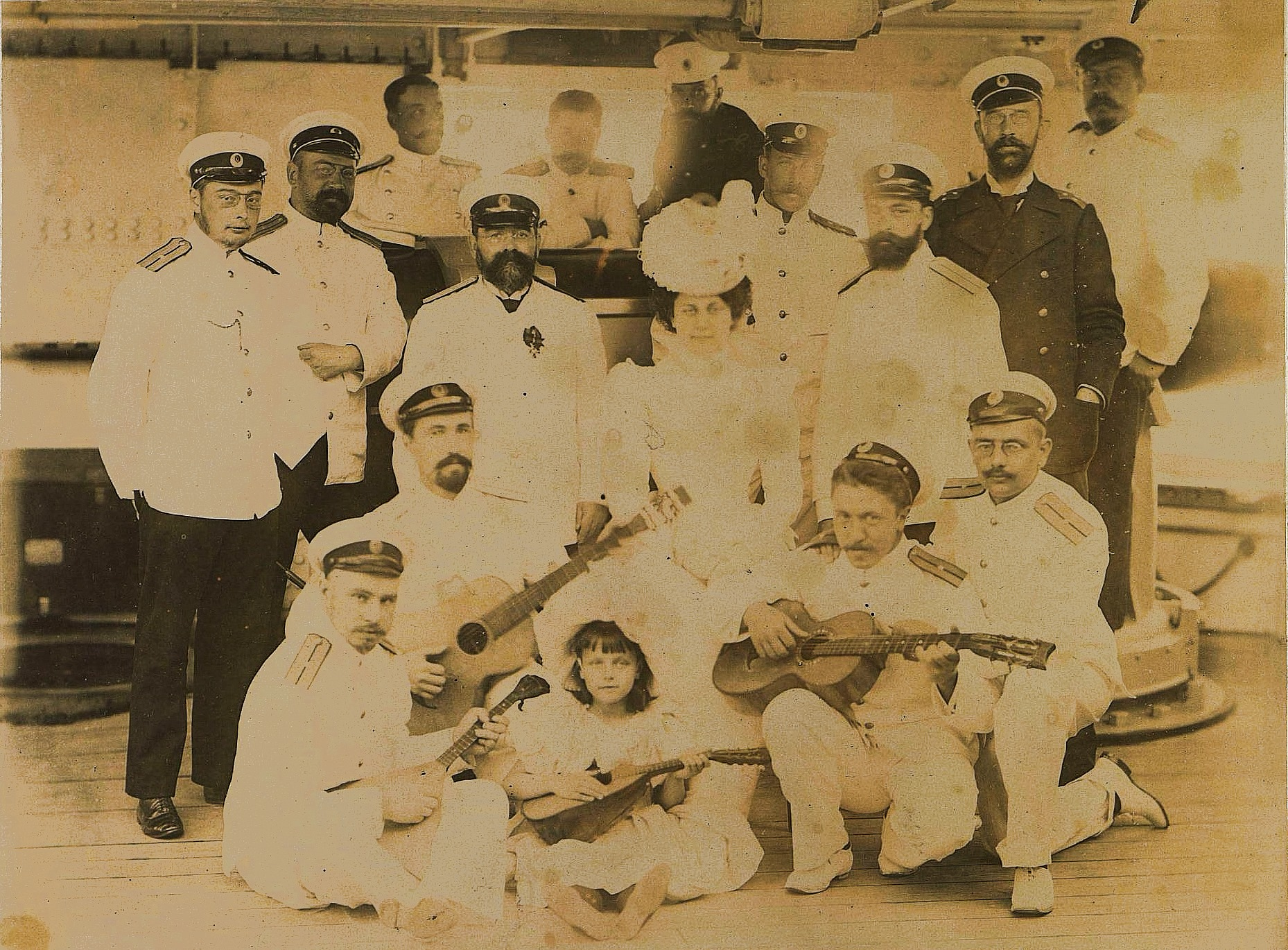
Владивосток. Экипаж и гости крейсера «Владимир Мономах». 1898—1900 гг.

В ноябре 1897 года крейсер под командованием капитана 1-го ранга П. П. Ухтомского вновь отправился на Дальний Восток, где участвовал в занятии Порт-Артура.
В июне 1900 года крейсер использовали для переброски войск, направленных на подавление «восстания боксёров». Экипаж крейсера участвовал и в боях на суше. 27 июня с него на берег свезли два 120-мм орудия, из которых два дня спустя обстреляли китайские позиции.
В сентябре 1900 года, маневрируя в малознакомой акватории Порт-Артура, крейсер под командованием капитана 1-го ранга протаранил и потопил торговое судно Crown of Aragon.
В декабре 1901 года, встретившись в Гонконге с «Дмитрием Донским», крейсер отправился в Средиземное море. Вместе с эскадрой контр-адмирала Г. П. Чухнина крейсера проследовали Суэцким каналом и пришли в Танжер. Там «Мономах» был оставлен нести службу стационера и лишь в сентябре прибыл в Кронштадт.
В 1903—1904 году планировалось переделать корабль в учебный, но из-за спешного формирования 3-й Тихоокеанской эскадры (командующий контр-адмирал Н. И. Небогатов) ограничились минимальными переделками (например, были установлены оптические прицелы к 152-мм и 120-мм орудиям).

## Цусимское сражение
Штаб Командующего 1-м отдельным отрядом судов Тихого океана
- Флагманский обер-аудитор подполковник военно-морского судебного ведомства В. А. Маневский

Судовые офицеры
- Командир капитан 1-го ранга В. А. Попов 1-й
- Старший офицер лейтенант (с 17.04.05 капитан 2-го ранга) В. П. Ермаков
- Ревизор мичман Г. Н. Пелль 4-й
- Минный офицер мичман В. Г. Антонов 2-й
- Старший артиллерийский офицер лейтенант А. А. Пеликан 1-й (20.12.1904 переведен на эскадренный броненосец «Император Николай I»)
- Старший артиллерийский офицер лейтенант Н. Н. Нозиков (20.12.1904 переведен с учебного судна «Воин»)
- Младший артиллерийский офицер мичман А. В. Павлов 2-й
- Старший штурманский офицер лейтенант князь Д. П. Максутов 2й (1873 г.р.), племянник контр адмирала Д. П. Максутова 1-го
- Младший штурманский офицер лейтенант В. И. Орлов 1-й
- Вахтенный начальник лейтенант А. П. Мордвинов 2-й
- Вахтенный начальник мичман С. В. Лукомский
- Вахтенный офицер мичман С. Н. Мемнонов
- Вахтенный офицер мичман барон Г. Г. фон-дер Остен-Сакен 3-й
- Вахтенный офицер мичман М. П. Карецкий
- Вахтенный офицер мичман Г. Метакса
- Вахтенный офицер прапорщик по морской части А. И. Рытов
- Вахтенный офицер прапорщик по морской части В. П. Джоржи
- Старший судовой механик старший инженер-механик (с 01.01.05 подполковник К. И. М. Ф.) Е. А. Корнильев
- Трюмный механик младший инженер-механик (с 01.01.05 поручик К. И. М. Ф.) Е. Р. Эльцберг
- Младший судовой механик младший инженер-механик (с 01.01.05 Поручик К. И. М. Ф.) Г. К. Опель
- Младший судовой механик прапорщик по механической части А. К. Ретько
- Младший судовой механик прапорщик по механической части И. Ф. Бойко
- Старший судовой врач надворный советник К. А. Заржецкий
- Младший судовой врач лекарь А. М. Лобода
- Комиссар титулярный советник Н. Е. Копысов
- Судовой священник иеромонах о. Аполлинарий

В 13 часов 45 минут 14 мая 1905 года «Мономах» под командованием капитана 1-го ранга В. А. Попова, охранявший колонну транспортов, энергично обстрелял японский крейсер «Идзуми», нанеся тому ощутимые повреждения, сам же благополучно избежал повреждений.
С началом сражения главных сил «Мономах» вступил концевым мателотом в колонну крейсеров под флагом контр-адмирала О. А. Энквиста. Во время дневного боя крейсер получил лишь 5 попаданий (1 убитый, 16 раненых, разбито одно 120-мм орудие). Около 16:00 тяжёлый снаряд, взорвавшийся возле носового 152-мм элеватора, вызвал сильный пожар, который не привёл к взрыву боезапаса лишь благодаря умелым действиям трюмного старшины.
Ночью крейсер успешно отбил три атаки миноносцев, но в 21:00 был торпедирован в носовую часть правого борта, в район угольной ямы N2. Попытки подвести пластырь ни к чему не привели. Слабые от старости переборки корабля не выдерживали напора воды и ломались. Были залиты оба котельных и правое машинное отделение — аварийные помпы отключились из-за прекращения подачи электричества.
В. А. Попов направил крейсер к корейскому берегу, чтобы выброситься на камни, но дошёл лишь до о. Цусима, где был застигнут контрминоносцем «Сирануи» и вспомогательным крейсером «Садо-Мару». Крен корабля уже достиг 18 градусов и вести ответный огонь могли лишь 75-мм орудия(???) при предельном угле снижения. Японцы, видя безнадёжное положение судна, сами перестали стрелять. Командой были открыты кингстоны и крейсер быстро затонул. Это произошло в 10 часов 20 минут 15 мая 1905 года в точке с координатами 34°32' с. ш., 129°40' в. д. Экипаж был принят на борт японскими вспомогательными крейсерами «Садо-Мару» и «Мансю-Мару».
19 сентября 1905 года «Владимир Мономах» был исключён из списков флота.

## Список офицеров крейсера

### Командиры
- хх.хх.1881 — 02.04.1884 — капитан 1-го ранга Тыртов, Павел Петрович
- 02.04.1884 — 08.04.1885 — капитан 1-го ранга Полянский, Пётр Амфионович
- 08.04.1885 — хх.хх.1888 — капитан 2-го ранга (с 01.01.1887 капитан 1-го ранга) Гильтебрандт, Яков Аполлонович[1]
- хх.хх.1891 — 01.01.1893 — капитан 1-го ранга Старк, Оскар Викторович
- 01.01.1893 — хх.хх.1894 — капитан 1-го ранга Сильверсван, Фёдор Николаевич
- хх.хх.1902 — 06.12.1903 — капитан 1-го ранга Купреянов, Александр Андреевич
- 06.12.1903 — хх.хх.1904 — капитан 1-го ранга Мордовин, Михаил Александрович
- 13.12.1904 — 19.09.1905 — капитан 1-го ранга Попов, Владимир Александрович

### Другие должности
- 13.01.1897—02.10.1897 — старший офицер капитан 2-го ранга В. А. Попов

## Изображения

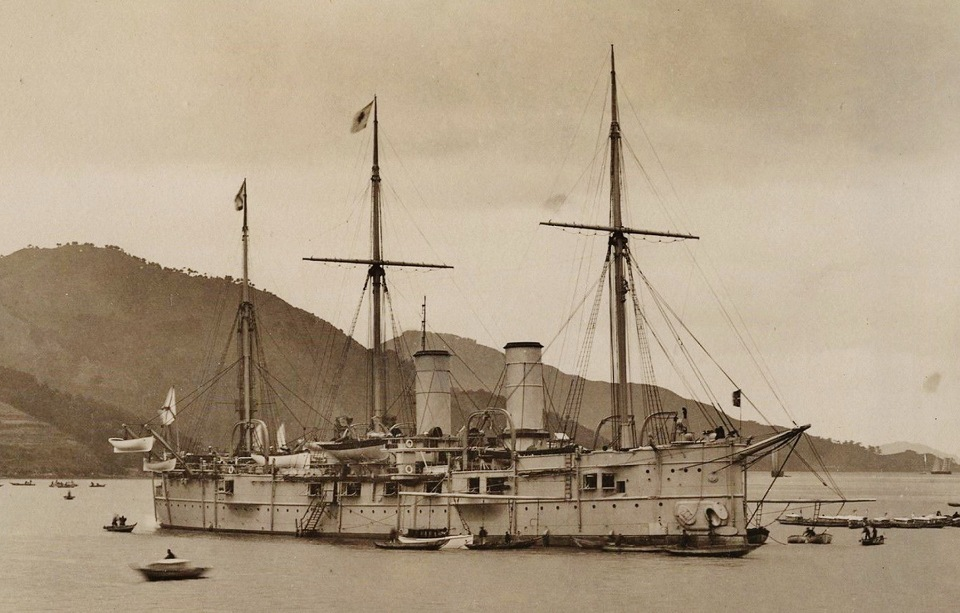
Крейсер «Владимир Мономах». Примерно 1890-е гг.
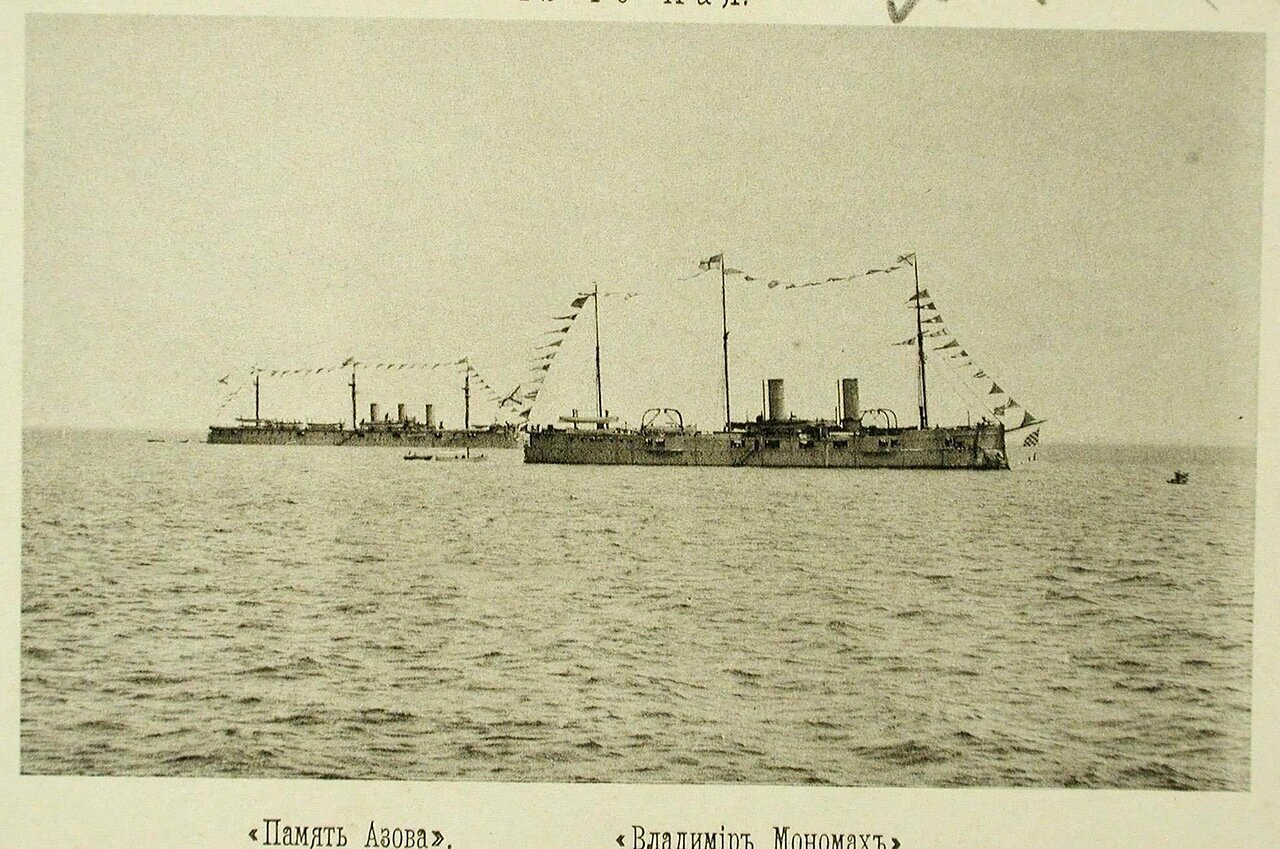
Крейсер «Владимир Мономах», украшенный флагами. Рейд у Чифу, 12 мая 1895 г.
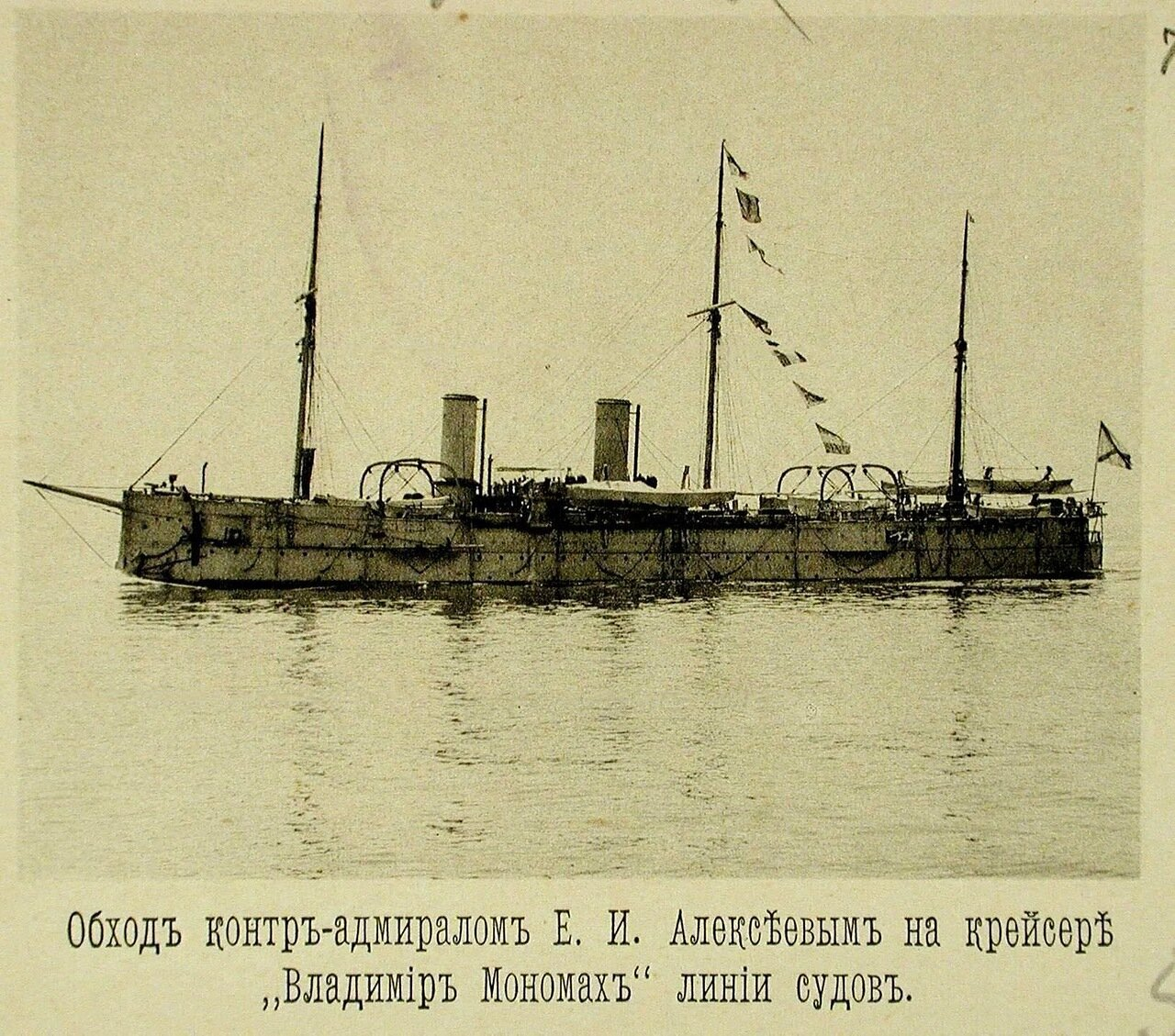
Крейсер I-го ранга «Владимир Мономах». Чифу, 1895 г.
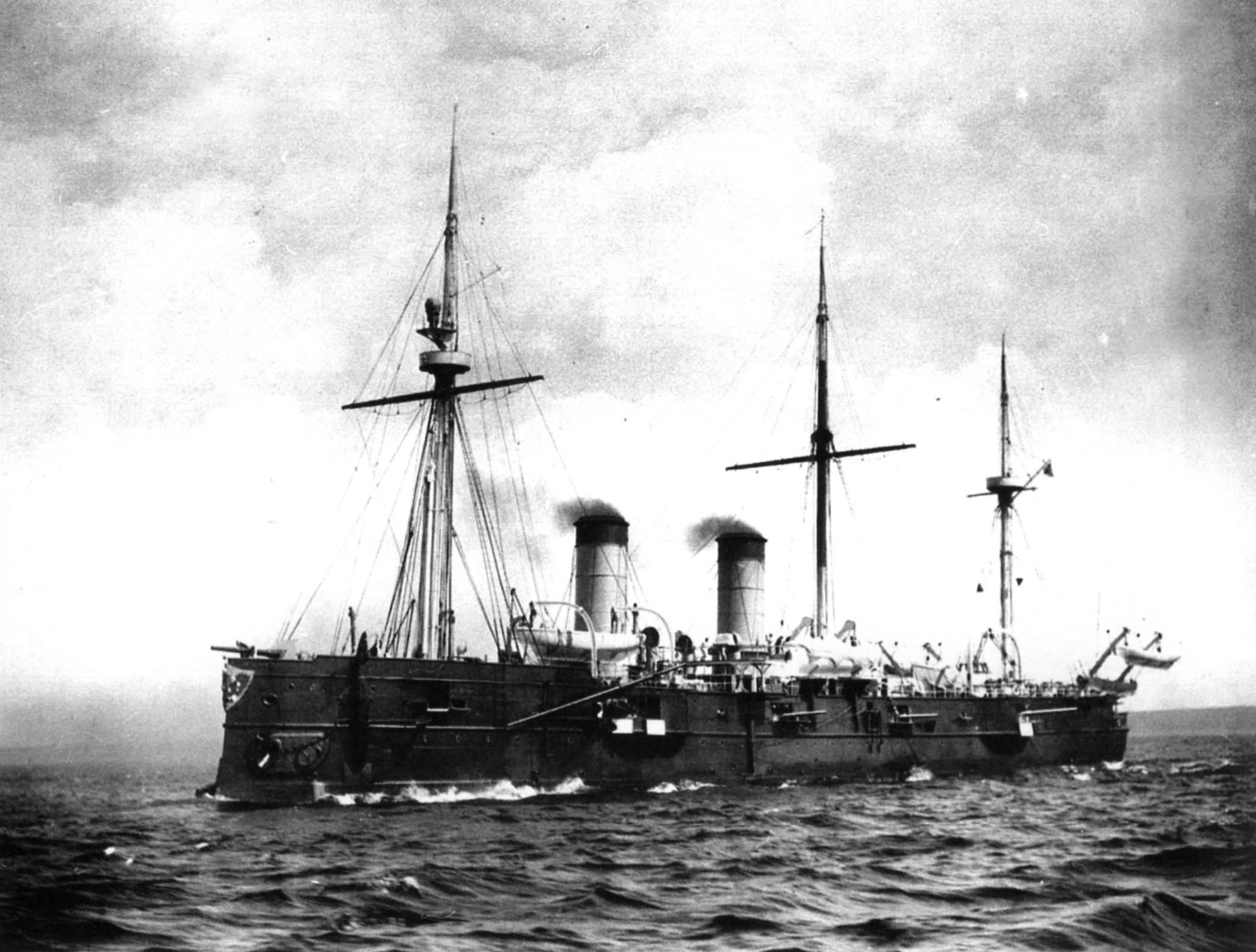
На Балтике в составе Учебно-артиллерийского отряда, 1902 год.